# Daniel Bernabé
Daniel Bernabé Marchena (Madrid, 30 de junio de 1980) es un escritor y analista político español.

## Trayectoria
Diplomado en Trabajo Social por la Universidad Complutense de Madrid en 2001, Bernabé comenzó a trabajar en el sector de la ayuda a domicilio, aunque a partir de 2008 pasó a ser librero, actividad que desarrolló en librerías como Lex Nova o Fuentetaja. 
Publicó su primera obra, De derrotas y victorias, en 2011, un pequeño volumen de relatos que se vio acompañado, en 2014, por Trayecto en noche cerrada, libro del mismo género situado en las coordenadas del realismo sucio norteamericano, que contó con el prólogo del escritor Miqui Otero. En estos años también colabora con la editorial Hoja de Lata prologando El Buitre, de Gil Scott Heron, y GB84, de David Peace.
Bernabé comenzó publicando artículos sobre sociedad, cultura y política en las ya desaparecidas Revista Leer, El Estado Mental o Grund Magazine, aunque es a partir de septiembre de 2015 cuando cuenta con su primera colaboración semanal en la revista La Marea, donde también realiza reportajes, crónicas y entrevistas para su edición en papel.
En abril de 2018, publicó en Akal su tercera obra, La trampa de la diversidad, como el neoliberalismo fragmentó la identidad de la clase trabajadora. El ensayo fue una aproximación periodística al fenómeno de la política identitaria, las guerras culturales y la fragmentación de los sujetos políticos.
La trampa de la diversidad despertó, en la segunda mitad de 2018, un encendido debate en la izquierda española y en el ámbito mediático. El ensayo, que proponía la vuelta de lo laboral como agregador de mayorías, fue acusado de minusvalorar el papel de colectivos minoritarios. 
La trampa de la diversidad llegó a vender 15000 ejemplares en once ediciones, contando con opiniones favorables de personajes tan dispares como Julio Anguita o Juan Manuel de Prada u opiniones contrarias como la de Alberto Garzón, entonces coordinador federal de Izquierda Unida. El ensayo fue traducido al francés llevando por título Le Piège identitaire: L’effacement de la question sociale, editado por L'Echappée en 2022.
El año 2019 es el del salto de Bernabé a los grandes medios, pasando a contar desde septiembre con una columna semanal en el Diario Público, donde destacó por artículos como La propagación del coronavirus por Europa y Movimiento golpista, más allá de la trama militar, que fueron ampliamente compartidos por los lectores.
Es también en septiembre de 2019 cuando Bernabé comienza a ser tertuliano habitual de la mesa del análisis en Hora 25, el programa nocturno de información política de la Cadena SER. Bernabé comenzó su andadura radiofónica de la mano de Pepa Bueno, pero pasó a formar parte de los colaboradores habituales del siguiente director de Hora 25, Aimar Bretos. En esta etapa, el analista destacó por sus intervenciones en las habituales salidas con público que el programa realiza por toda España.
En septiembre de 2020, Bernabé publica su cuarto libro: La distancia del presente, auge y crisis de la democracia española, 2010-2020, también con Akal. El ensayo es el primer repaso periodístico a la década de la crisis de deuda, movimientos como el 15M o la irrupción de la ultraderecha en lo que su autor denomina “otoño rojigualdo”. El libro fue presentado en diciembre de 2020 por el entonces vicepresidente del Gobierno Pablo Iglesias en el Círculo de Bellas Artes. Unos meses después también es presentado por Unai Sordo, secretario general de Comisiones Obreras.
En marzo de 2021, Bernabé publica su quinto libro: Ya estábamos al final de algo, el origen de la crisis de la posnormalidad, un ensayo ilustrado publicado por Bruguera que exploraba, de manera accesible, las aristas políticas y sociales del coronavirus y sus efectos, caracterizando la crisis sanitaria como la cúspide de los desajustes de la etapa neoliberal.
También en marzo de 2021, Bernabé comienza a escribir para Infolibre, el diario dirigido por Jesús Maraña, con una sección titulada Mala Hierba, donde semanalmente el escritor analizaba la actualidad social y política española. Destacan de este periodo artículos de investigación que Bernabé publicó fuera de sección, como Historia de un trampantojo: cómo el delito fiscal del novio de Ayuso deriva en una causa del TS contra el fiscal general, donde aportó datos inéditos acerca de los negocios de Alberto González Amador, pareja de la presidenta madrileña.
En octubre de 2021, Bernabé comienza a escribir en la sección Tribuna del diario El País, donde publicó un artículo de periodicidad mensual. En esta etapa, el escritor apuesta por el laborismo desarrollado por Yolanda Díaz en el ministerio de Trabajo, poniendo especial interés en los cambios en el seno de la UE o la amenaza de la extrema derecha.
En esta primera parte de la década de los veinte, Bernabé imparte decenas de conferencias por toda España, en eventos como la Semana Negra de Gijón, los Miércoles del Grand Continent, con la UCAR, los encuentros Nortes, el Colegio de Trabajo Social de Madrid o el Ayuntamiento de Vitoria-Gasteiz.
En enero de 2023, Bernabé publica su sexto libro y su primera novela, Todo empieza en Septiembre, publicado por Planeta. La historia narra la crisis de los cuarenta, la crisis del periodismo y la crisis de la democracia, anticipando desde la ficción el relato del pucherazo usado por las derechas en las elecciones autonómicas de mayo de 2023. 
Bernabé apuesta en sus artículos e intervenciones por una defensa del sindicalismo como expresión no sólo de la lucha por los derechos de los trabajadores, sino también como un baluarte en defensa de la democracia. De esta manera ha colaborado con el sindicato Comisiones Obreras publicando en el volumen colectivo Conciencia de Clase, historias de las Comisiones Obreras, Vol.2 en el año 2021 y en 1001, la lucha que alumbró la democracia, en el año 2024, ambos editados en Catarata, junto a autoras como la escritora Elvira Lindo o la periodista Natalia Junquera.
En abril de 2024, Bernabé comienza a colaborar en la tertulia política del programa Mañaneros, emitido en La 1 de TVE.
En marzo de 2025, Bernabé estrena Todas las veces que ganamos, un audio-documental, producido por Podium Podcast e impulsado por Comisiones Obreras, donde en cinco capítulos se repasan episodios relevantes para la clase trabajadora española, tanto en su pasado reciente como en su presente.
En abril de 2025, Daniel Bernabé comienza a trabajar como asesor en el Gabinete de Presidencia del Gobierno de España, haciendo una pausa en su vida pública mientras dure su actividad institucional.

## Sentencia del Tribunal Supremo
El 29 de octubre de 2024, la Sala de lo Civil del Tribunal Supremo ponía fin al litigio judicial emprendido por el ejecutivo Marcos de Quinto contra el escritor Daniel Bernabé que comenzó un par de años antes, cuando Bernabé publicó en Twitter una ficción de título “Un tipo apellidado de Quinto. Una historia grotesca, sórdida, trágica, no apta para estómagos sensibles”, por la que el ejecutivo le reclamó 25000 euros de indemnización.
El Supremo desestimó el recurso de casación interpuesto por de Quinto considerando que el texto era una “sátira” amparada en la “libertad de creación literaria”.
"El lector de esa historia esperpéntica y exagerada no puede sacar la conclusión, por el hecho de que su protagonista se apellide como el demandante, de que este es un proxeneta, trafica con drogas o armas, es un borracho empedernido o, en definitiva, que los hechos narrados sean reales" concluyó el ponente, el magistrado Rafael Sarazá.
El escritor consideró que "utilizar los procesos judiciales con el fin de coaccionar económica y moralmente a profesionales de la comunicación no debería ser admisible", considerando este fallo un "valioso precedente en la defensa de la creación literaria crítica".
La defensa de Bernabé fue llevada a cabo por el abogado Juan Moreno Redondo.

## Obra
- 2011 – De derrotas y victorias. Editorial Endymion. Madrid. ISBN 978-84-7731-520-9.[3]
- 2014 – Trayecto en noche cerrada. Lupercalia Ediciones. ISBN 978-84-942616-6-4.[4]
- 2015 – (Prólogo) El buitre de Gil Scott-Heron. Hoja de Lata. ISBN 978-84-942805-7-3.[5]
- 2018 – La trampa de la diversidad. Ediciones Akal. Colección A fondo. ISBN 978-84-460-4612-7.[6]
- 2018 – (Prólogo) GB84 de David Peace. Hoja de Lata. ISBN 978-84-16537-25-9.[7]
- 2020 – La distancia del presente . Ediciones Akal. Madrid. ISBN 978-84-460-4794-0
- 2021 – Ya estábamos al final de algo: el origen de la crisis de la posnormalidad . Bruguera. Madrid. ISBN 978-84-02423-88-7
- 2021 – (Capítulo) Conciencia de clase Vol. II: Historias de las Comisiones Obreras. Los Libros de la Catarata. Madrid. ISBN 978-84-1352-226-5
- 2022 – (Edición traducida) Le Piège identitaire: L’effacement de la question sociale. L'Echappée. París. ISBN 978-2-37309-104-5
- 2023 – Todo empieza en septiembre. Planeta. Barcelona. ISBN 978-84-08-26685-3
- 2024 – (Capítulo) 1001. La lucha que alumbró la democracia. Los libros de la Catarata. Madrid. ISBN 978-84-1352-831-1